# Championnats du Japon de cyclisme sur route
Les championnats du Japon de cyclisme sur route sont disputés tous les ans.

## Hommes

### Podiums de la course en ligne

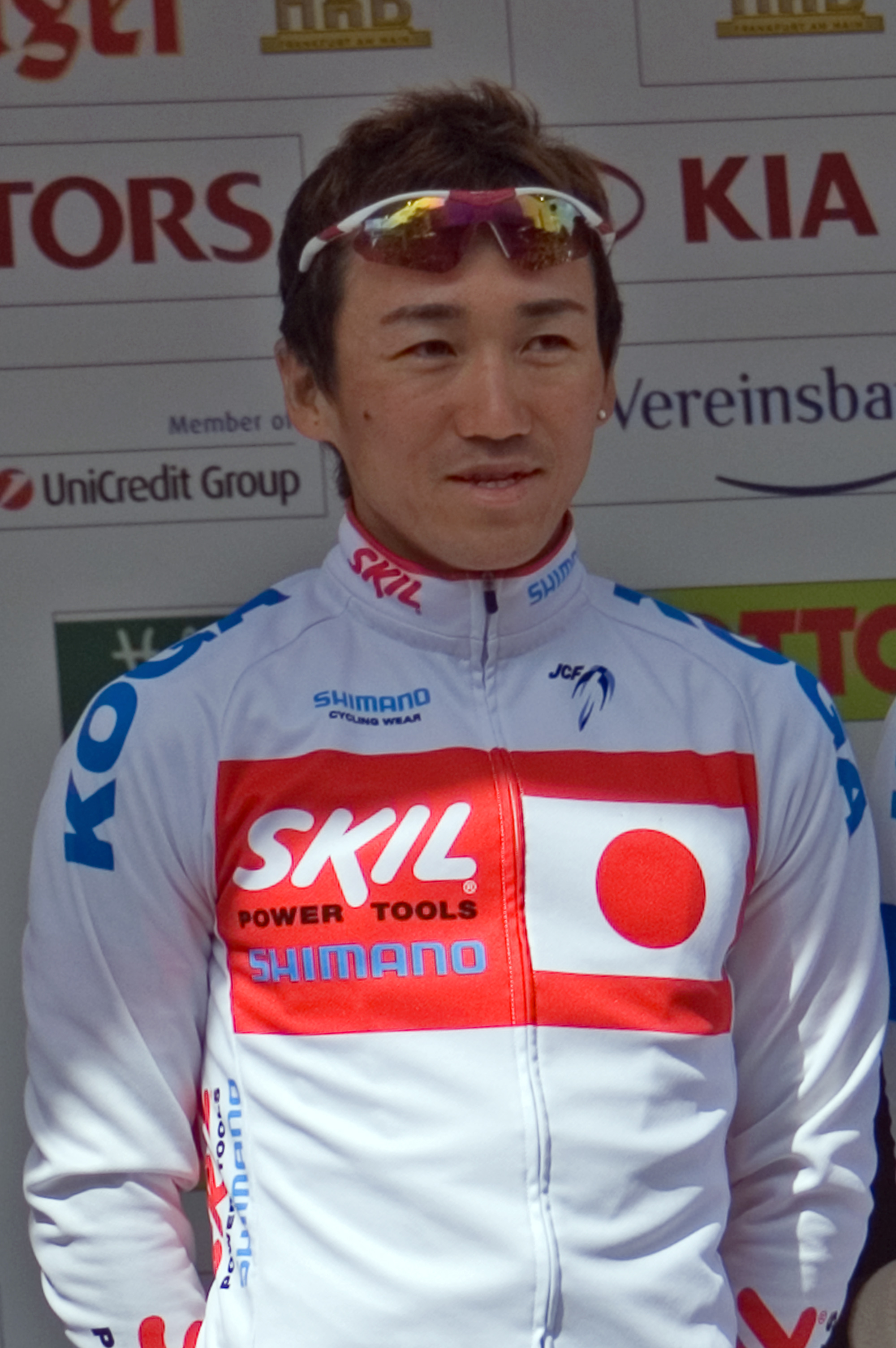
Hidenori Nodera, vêtu du maillot de champion du Japon en 2006

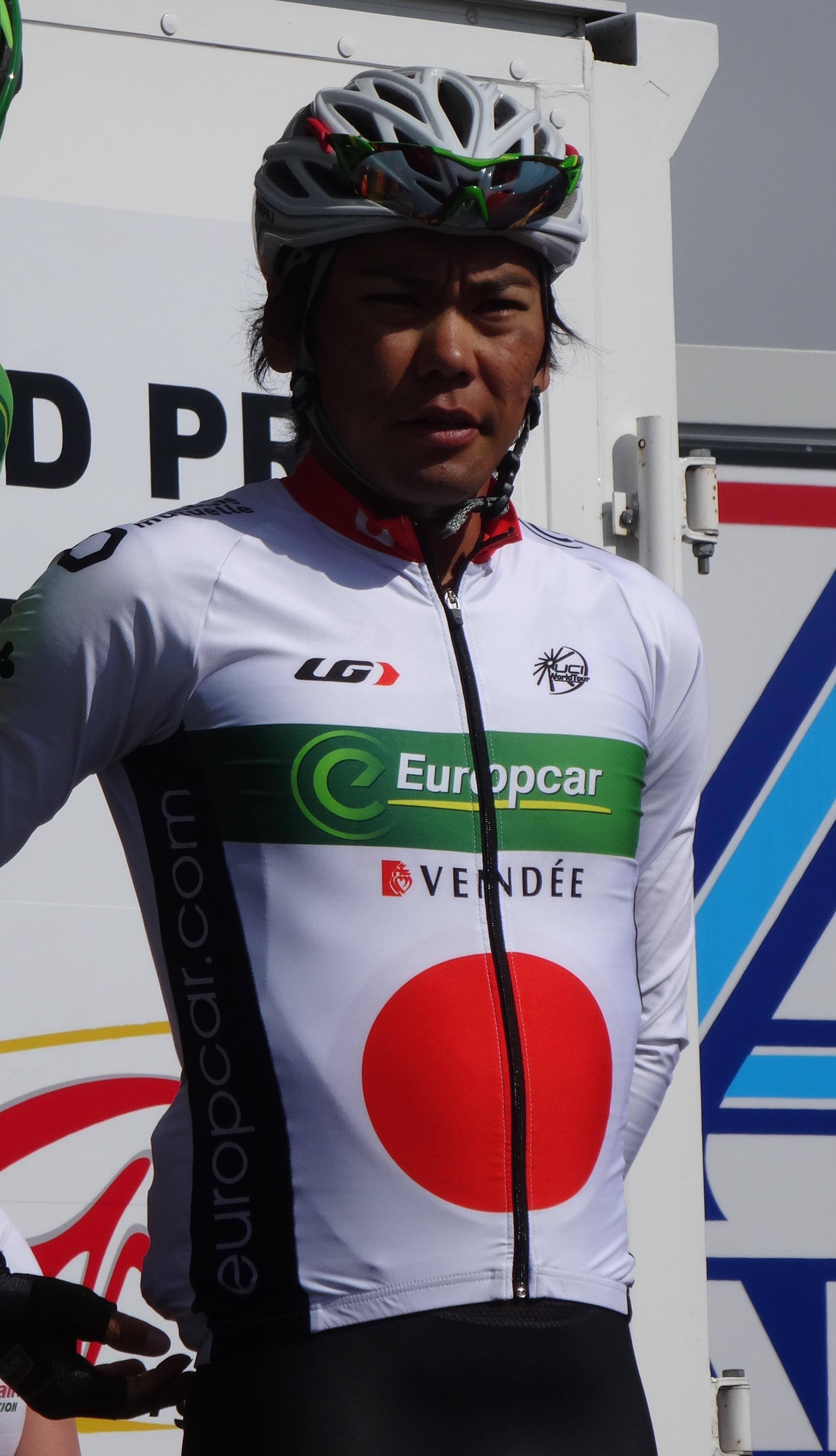
Yukiya Arashiro avec le maillot de champion national lors du Grand Prix de Denain 2014

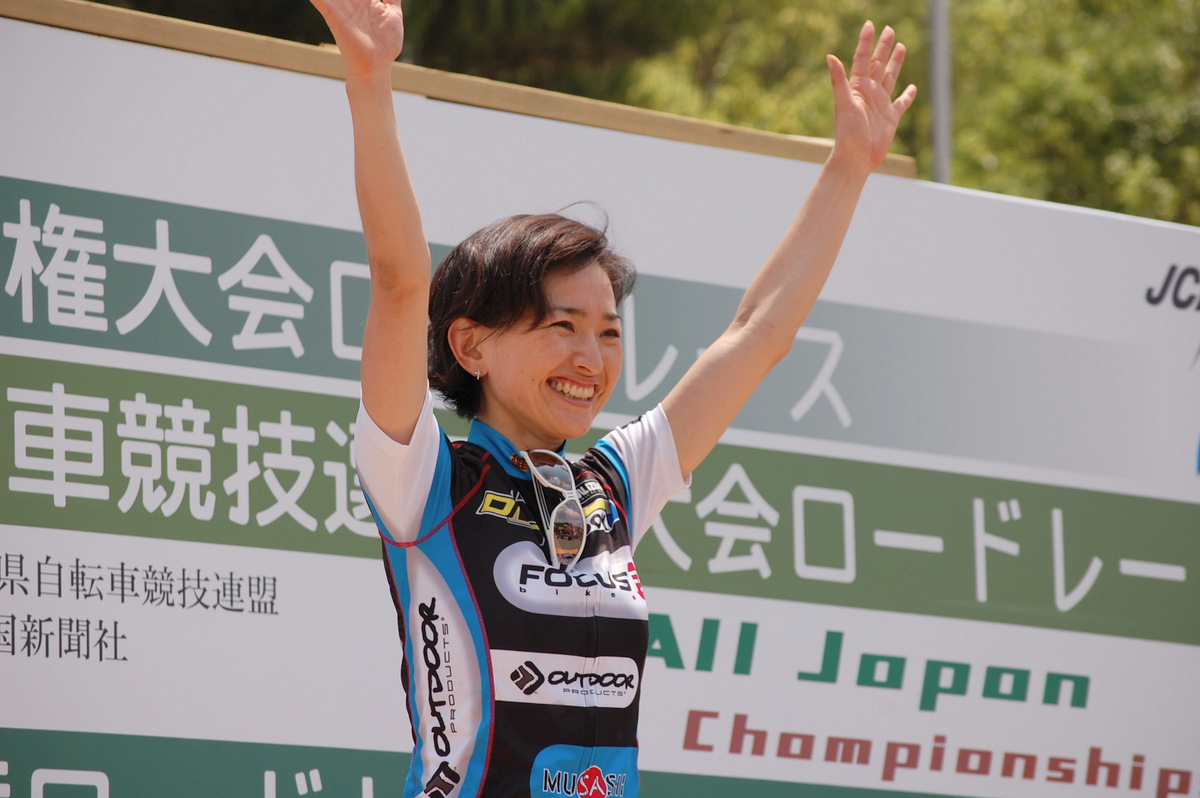
Kanako Nishi

| Année | Vainqueur          | Deuxième         | Troisième          |
| ----- | ------------------ | ---------------- | ------------------ |
| 1998  | Tomokazu Fujino    | Yoshiyuki Abe    | Kazuyuki Manabe    |
| 1999  | Tomokazu Fujino    | Junichi Shibuya  | Osamu Sumida       |
| 2000  | Yoshiyuki Abe      | Osamu Sumida     | Kazuya Okazaki     |
| 2001  | Yasutaka Tashiro   | Mitsuteru Tanaka | Tomoya Kanō        |
| 2002  | Shinri Suzuki      | Kazuya Okazaki   | Junichi Shibuya    |
| 2003  | Shinichi Fukushima | Hidenori Nodera  | Kazuyuki Manabe    |
| 2004  | Yasutaka Tashiro   | Shinri Suzuki    | Hidenori Nodera    |
| 2005  | Hidenori Nodera    | Yasutaka Tashiro | Kazuyuki Manabe    |
| 2006  | Fumiyuki Beppu     | Hidenori Nodera  | Shinri Suzuki      |
| 2007  | Yukiya Arashiro    | Hidenori Nodera  | Takashi Miyazawa   |
| 2008  | Hidenori Nodera    | Kazuo Inoue      | Shinichi Fukushima |
| 2009  | Taiji Nishitani    | Takashi Miyazawa | Hidenori Nodera    |
| 2010  | Takashi Miyazawa   | Shinri Suzuki    | Hidenori Nodera    |
| 2011  | Fumiyuki Beppu     | Yukiya Arashiro  | Miyataka Shimizu   |
| 2012  | Yukihiro Doi       | Nariyuki Masuda  | Miyataka Shimizu   |
| 2013  | Yukiya Arashiro    | Miyataka Shimizu | Nariyuki Masuda    |
| 2014  | Junya Sano         | Kazuo Inoue      | Genki Yamamoto     |
| 2015  | Kazushige Kuboki   | Yusuke Hatanaka  | Nariyuki Masuda    |
| 2016  | Sho Hatsuyama      | Ryota Nishizono  | Keisuke Kimura     |
| 2017  | Yusuke Hatanaka    | Fumiyuki Beppu   | Keisuke Kimura     |
| 2018  | Genki Yamamoto     | Junya Sano       | Yudai Arashiro     |
| 2019  | Shotaro Iribe      | Yukiya Arashiro  | Kohei Yokotsuka    |
| 2021  | Keigo Kusaba       | Nariyuki Masuda  | Hideto Nakane      |
| 2022  | Yukiya Arashiro    | Yudai Arashiro   | Masaki Yamamoto    |
| 2023  | Masaki Yamamoto    | Atsushi Oka      | Genki Yamamoto     |
| 2024  | Marino Kobayashi   | Sohei Kaneko     | Masaki Yamamoto    |

### Podiums du contre-la-montre
| Année | Vainqueur          | Deuxième        | Troisième        |
| ----- | ------------------ | --------------- | ---------------- |
| 1999  | Yoshiyuki Abe      | Makoto Iijima   | Tomoya Kanō      |
| 2000  | Yoshiyuki Abe      |                 |                  |
| 2001  | Akira Kakinuma     | Yoshiyuki Abe   | Ken Hashikawa    |
| 2002  | Kazuya Okazaki     | Tomoya Kanō     | Akira Kakinuma   |
| 2003  | Kazuya Okazaki     | Makoto Iijima   | Ken Hashikawa    |
| 2004  | Makoto Iijima      | Yoshiyuki Abe   | Masahiko Mifune  |
| 2005  | Makoto Iijima      | Kazuhiro Mori   | Tomoya Kanō      |
| 2006  | Fumiyuki Beppu     | Makoto Iijima   | Kazuya Okazaki   |
| 2007  | Kazuya Okazaki     | Taiji Nishitani | Tomoya Kanō      |
| 2008  | Kazuya Okazaki     | Kazuhiro Mori   | Ken Hashikawa    |
| 2009  | Kazuhiro Mori      | Makoto Iijima   | Taiji Nishitani  |
| 2010  | Shinichi Fukushima | Nara Motoi      | Makoto Iijima    |
| 2011  | Fumiyuki Beppu     | Junya Sano      | Ryota Nishizono  |
| 2012  | Ryota Nishizono    | Junya Sano      | Taiji Nishitani  |
| 2013  | Masatoshi Oba      | Ryota Nishizono | Kazushige Kuboki |
| 2014  | Fumiyuki Beppu     | Junya Sano      | Genki Yamamoto   |
| 2015  | Ryūtarō Nakamura   | Nariyuki Masuda | Ryota Nishizono  |
| 2016  | Ryota Nishizono    | Junya Sano      | Nariyuki Masuda  |
| 2017  | Ryota Nishizono    | Junya Sano      | Rei Onodera      |
| 2018  | Kazushige Kuboki   | Ryo Chikatani   | Yuma Koishi      |
| 2019  | Nariyuki Masuda    | Atsushi Oka     | Fumiyuki Beppu   |
| 2021  | Nariyuki Masuda    | Masaki Yamamoto | Hideto Nakane    |
| 2022  | Sohei Kaneko       | Yuma Koishi     | Yukiya Arashiro  |
| 2023  | Yuma Koishi        | Masaki Yamamoto | Yukiya Arashiro  |
| 2024  | Sohei Kaneko       | Taishi Miyazaki | Yukiya Arashiro  |

## Femmes

### Podiums de la course en ligne
| Année | Vainqueur       | Deuxième         | Troisième       |
| ----- | --------------- | ---------------- | --------------- |
| 1998  | Miho Oki        | Ayumu Otsuka     | Kaori Sakashita |
| 1999  | Miho Oki        | Ayumu Otsuka     | Akemi Morimoto  |
| 2000  | Miho Oki        | Akemi Morimoto   | Kanako Nishi    |
| 2001  | Miho Oki        | Akemi Morimoto   | Tamamo Nakamura |
| 2002  | Miho Oki        | Miyoko Karami    | Ayumu Otsuka    |
| 2003  | Miho Oki        |                  |                 |
| 2004  | Miho Oki        | Miyoko Karami    | Akemi Morimoto  |
| 2005  | Miho Oki        | Miyoko Karami    | Masami Morita   |
| 2006  | Miho Oki        | Mayuko Hagiwara  | Satomi Wadami   |
| 2007  | Miho Oki        | Ayako Toyooka    | Masami Morita   |
| 2008  | Miho Oki        | Yuka Uda         | Mayuko Hagiwara |
| 2009  | Kanako Nishi    | Akemi Morimoto   | Rie Katayama    |
| 2010  | Mayuko Hagiwara | Kanako Nishi     | Rie Katayama    |
| 2011  | Mayuko Hagiwara | Rie Katayama     | Kanako Nishi    |
| 2012  | Mayuko Hagiwara | Eri Yonamine     | Hiromi Kaneko   |
| 2013  | Eri Yonamine    | Hiromi Kaneko    | Mayuko Hagiwara |
| 2014  | Mayuko Hagiwara | Eri Yonamine     | Yumiko Gōda     |
| 2015  | Mayuko Hagiwara | Eri Yonamine     | Hiromi Kaneko   |
| 2016  | Eri Yonamine    | Mayuko Hagiwara  | Yumi Kajihara   |
| 2017  | Eri Yonamine    | Miyoko Karami    | Hiromi Kaneko   |
| 2018  | Eri Yonamine    | Hiromi Kaneko    | Tsubasa Makise  |
| 2019  | Eri Yonamine    | Hiromi Kaneko    | Shoko Kashiki   |
| 2020  |                 |                  |                 |
| 2021  | Miki Uetake     | Hiromi Kaneko    | Urara Kawaguchi |
| 2022  | Shoko Kashiki   | Eri Yonamine     | Hiromi Kaneko   |
| 2023  | Eri Yonamine    | Tsubasa Makise   | Akari Kobayashi |
| 2024  | Eri Yonamine    | Haruna Kinoshita | Yui Ishida      |

### Podiums du contre-la-montre
| Année | Vainqueur       | Deuxième        | Troisième       |
| ----- | --------------- | --------------- | --------------- |
| 2005  | Miyoko Karami   | Mayuko Hagiwara |                 |
| 2006  | Miho Oki        | Miyoko Karami   |                 |
| 2007  | Miho Oki        | Ayako Toyooka   | Masami Morita   |
| 2008  | Mayuko Hagiwara | Miyoko Karami   | Ayako Toyooka   |
| 2009  | Mayuko Hagiwara | Remi Inoue      | Minami Uwano    |
| 2010  | Mayuko Hagiwara | Ayako Toyooka   | Kiriko Hori     |
| 2011  | Mayuko Hagiwara | Minami Uwano    | Remi Inoue      |
| 2012  | Mayuko Hagiwara | Eri Yonamine    | Minami Uwano    |
| 2013  | Eri Yonamine    | Mayuko Hagiwara | Minami Uwano    |
| 2014  | Mayuko Hagiwara | Eri Yonamine    | Minami Uwano    |
| 2015  | Eri Yonamine    | Mayuko Hagiwara | Hiromi Kaneko   |
| 2016  | Eri Yonamine    | Yumi Kajihara   | Mayuko Hagiwara |
| 2017  | Eri Yonamine    | Yumi Kajihara   | Miyoko Karami   |
| 2018  | Eri Yonamine    | Miyoko Karami   | Anna Ito        |
| 2019  | Eri Yonamine    | Sae Fukuda      | Minami Uwano    |
| 2020  |                 |                 |                 |
| 2021  | Shoko Kashiki   | Yuno Ishigami   | Yui Ishida      |
| 2022  | Shoko Kashiki   | Anna Iwamoto    | Kasuga Watabe   |
| 2023  | Yui Ishida      | Maho Kakita     | Kokoro Okura    |
| 2024  | Yui Ishida      | Kasuga Watabe   | Hiromi Ohori    |

## Espoirs Hommes

### Podiums de la course en ligne
| Année | Vainqueur            | Deuxième         | Troisième            |
| ----- | -------------------- | ---------------- | -------------------- |
| 2001  | Jun Otsuka           |                  |                      |
| 2005  | Yukiya Arashiro      | Makoto Nakamura  | Daichi Nemoto        |
| 2006  | Yukiya Arashiro      | Mitsunari Mitaki | Akira Ishii          |
| 2007  | Jumpei Murakami (de) | Futoshi Morisawa | Masakazu Ito         |
| 2008  | Ryohei Komori        | Kōhei Uchima     | Yoshimitsu Hiratsuka |
| 2009  | Eiichi Hirai         | Takashi Nakayama | Yu Takenouchi        |
| 2010  | Genki Yamamoto       | Kosuke Harakawa  | Masanori Noguchi     |
| 2011  | Genki Yamamoto       | Masaki Amemiya   | Keisuke Nakao        |
| 2012  | Yasumasa Adachi      | Toshiki Omote    | Chikara Wada         |
| 2013  | Tanzou Tokuda        | Hiroki Nishimura | Genki Yamamoto       |
| 2014  | Tanzou Tokuda        | Suguru Tokuda    | Takuma Akita         |
| 2015  | Michimasa Nakai      | Saya Kuroeda     | Hayato Okamoto       |
| 2016  | Marino Kobayashi     | Suguru Tokuda    | Yusuke Matsumoto     |
| 2017  | Kota Yokoyama        | Sora Nomoto      | Masaki Yamamoto      |
| 2018  | Masahiro Ishigami    | Shoi Matsuda     | Kakeru Omae          |
| 2019  | Kosuke Takeyama      | Keitaro Sawada   | Shunsuke Imamura     |
| 2020  | Pas organisé         |                  |                      |
| 2021  | Naoki Kojima         | Tetsuo Yamamoto  | Yoshiki Terada       |
| 2022  | Kazutoshi Kariya     | Seiya Iwata      | Hiryu Kayama         |
| 2023  | Koki Kamada          | Yugi Tsuda       | Hayato Uwano         |
| 2024  | Yoshiki Terada       | Koki Kamada      | George Matsui        |
| 2025  | Toa Morita           | Jo Hashikawa     | George Matsui        |

Multi-titrés
- 2 : Yukiya Arashiro, Tanzou Tokuda, Genki Yamamoto

### Podiums du contre-la-montre
| Année | Vainqueur             | Deuxième           | Troisième            |
| ----- | --------------------- | ------------------ | -------------------- |
| 2001  | Takamitsu Tsuji (jp)  | Takumi Beppu       | Takazumi Yamamoto    |
| 2002  | Takazumi Yamamoto     | Keiichi Tsujiura   | Kazuhiro Mori        |
| 2003  | Miyataka Shimizu      | Go Takashima       | Takamitsu Tsuji (jp) |
| 2004  | Atsushi Kawarabayashi | Go Takashima       | Shuhei Araki         |
| 2005  | Yukiya Arashiro       | Yusuke Hatanaka    | Go Takashima         |
| 2006  | Takeshi Ikeda         | Norihide Murayama  | Yusuke Hatanaka      |
| 2007  | Yusuke Hatanaka       | Satoshi Nemoto     | Rikiya Shinohara     |
| 2009  | Yoshiaki Shimada (de) | Kazuki Aoyanagi    | Genta Nakamura       |
| 2010  | Yoshiaki Shimada (de) | Masatsugu Takamiya | Masaki Gunji         |
| 2011  | Hayato Yoshida        | Masaki Gunji       | Kensyo Sawada        |
| 2012  | Hiroshi Tsubaki       | Masaki Gunji       | Koji Nagase          |
| 2013  | Genki Yamamoto        | Eiya Hashimoto     | Takuto Kurabayashi   |
| 2014  | Manabu Ishibashi      | Takuto Kurabayashi | Taisei Kobayashi     |
| 2015  | Yūma Koishi           | Masaki Yamamoto    | Marino Kobayashi     |
| 2016  | Marino Kobayashi      | Atsushi Oka        | Rei Onodera          |
| 2017  | Yudai Arashiro        | Yuki Ishihara      | Masahiro Ishigami    |
| 2018  | Masaki Yamamoto       | Yuki Ishihara      | Ken Nakagawa         |
| 2019  | Shunsuke Imamura      | Yuki Ishihara      | Kento Omachi         |
| 2020  | Pas organisé          |                    |                      |
| 2021  | Shoi Matsuda          | Yuhi Todome        | Taishi Miyazaki      |
| 2022  | Yuhi Todome           | Taiki Kamimura     | Hiryu Kayama         |
| 2023  | Yoshiki Terada        | Yugi Tsuda         | Kyosuke Ito          |
| 2024  | Koki Kamada           | Yoshiki Terada     | Shoma Hayashibara    |
| 2025  | Jo Hashikawa          | Ren Mochizuki      | Kanta Umezawa        |

Multi-titrés
- 2 : Yoshiaki Shimada (de)

## Espoirs Femmes

### Podiums de la course en ligne
| Année | Vainqueur   | Deuxième         | Troisième     |
| ----- | ----------- | ---------------- | ------------- |
| 2018  | Ayako Nakai | Misuzu Shimoyama | Yumi Kajihara |

### Podiums du contre-la-montre
| Année | Vainqueur     | Deuxième         | Troisième     |
| ----- | ------------- | ---------------- | ------------- |
| 2018  | Yumi Kajihara | Misuzu Shimoyama | Momoko Tanoue |

## Juniors Hommes

### Podiums de la course en ligne
| Année     | Vainqueur             | Deuxième         | Troisième        |
| --------- | --------------------- | ---------------- | ---------------- |
| 2001      | Fumiyuki Beppu        | Yukihiro Doi     | Yasunori Oyakawa |
| 2002      | Daisuke Koiwa         | Yoshiyuki Cho    | Yusuke Hatanaka  |
| 2006      | Yoshiaki Shimada (de) | Rikiya Shinohara | Koji Okubo       |
| 2008      | Eiichi Hirai          | Masanori Noguchi | Kyosuke Kasahara |
| 2009      | Shiki Kuroeda         | Genki Yamamoto   | Kyosuke Kasahara |
| 2010      | Sota Ikebe            | Genki Kubota     | Shunsuke Nakai   |
| 2011      | Hiroki Nishimura      | Genki Kubota     | Eiji Nakata      |
| 2012      | Takuya Takashi        | Hiroki Nishimura | Suguru Tokuda    |
| 2013      | Saya Kuroeda          | Atsushi Oka      | Takeaki Amezawa  |
| 2014      | Yusuke Matsumoto      | Kakeru Mizutani  | Daichi Tomio     |
| 2015      | Keitarō Sawada        | Ken Nakagawa     | Kosuke Takeyama  |
| 2016      | Shoi Matsuda          | Atsunori Sogabe  | Mamori Yoshiaki  |
| 2017      | Taisei Hino           | Ryo Hino         | Shoi Matsuda     |
| 2018      | Taisei Hino           | Yoshiaki Fukuda  | Naoki Kojima     |
| 2019      | Yugi Tsuda            | Takeharu Amano   | Masahiro Okochi  |
| 2020-2021 | Pas organisé          |                  |                  |
| 2022      | Shoichi Sugino        | Kante Umezawa    | Kaisei Yamaguchi |
| 2023      | Koryo Sato            | Masao Shimazaki  | Toa Morita       |
| 2024      | Sora Matsui           | Raito Hirayama   | Sota Yoshida     |

Multi-titrés
- 2 : Taisei Hino

### Podiums du contre-la-montre
| Année | Vainqueur        | Deuxième           | Troisième         |
| ----- | ---------------- | ------------------ | ----------------- |
| 2000  | Fumiyuki Beppu   |                    |                   |
| 2001  | Go Takashima     | Takeshi Ikeda      | Fumiyuki Beppu    |
| 2002  | Takeshi Ikeda    | Masaki Amanuma     | Hiroshi Omura     |
| 2003  | Junpei Murakami  | Jun Kawarabayashi  | Yusuke Hatanaka   |
| 2004  | Taketo Tsuchiya  | Tetsuji Nemoto     | Kazumasa Katayama |
| 2005  | Taketo Tsuchiya  | Masamitsu Watanabe | Yuuta Onodera     |
| 2006  | Rikiya Shinohara | Yoshiaki Tobita    | Yuta Sunaga       |
| 2007  | Yoshiaki Shimada | Noriaki Aoyagi     | Daisuke Yamaji    |
| 2008  | Masanori Gunji   | Tomohiro Hayakawa  | Masashi Takamiya  |
| 2009  | Tanzou Tokuda    | Hiroshi Tsubaki    | Nagae Nagae       |
| 2010  | Hiroyuki Fukata  | Keiji Kagaya       | Ko Sasaki         |
| 2011  | Naoya Uchino     | Yūma Koishi        | Takahiro Ichikawa |
| 2012  | Hiroki Nishimura | Naoya Uchino       | Shunki Ito        |
| 2013  | Atsushi Oka      | Takaaki Higuchi    | Masaki Yamamoto   |
| 2014  | Masaki Yamamoto  | Keigo Kusaba       | Kai Yasuda        |
| 2015  | Kento Omachi     | Masahiro Ishigami  | Kotaro Ono        |
| 2016  | Kento Omachi     | Ayumu Watanabe     | Masahiro Yamamoto |
| 2017  | Shoi Matsuda     | Ken Sato           | Tetsuo Yamamoto   |
| 2018  | Tetsuo Yamamoto  | Hiryu Kayama       | Yoshiaki Fukuda   |
| 2019  | Takumi Yamada    | Yugi Tsuda         | Yuhi Todome       |

Multi-titrés
- 2 : Taketo Tsuchiya, Kento Omachi